# Désolé
«Désolé» és una cançó de la banda virtual de rock alternatiu Gorillaz amb la col·laboració de la cantant maliana Fatoumata Diawara. Es va publicar el 27 de febrer de 2020 com a segon senzill de l'àlbum Song Machine, Season One: Strange Timez, dins del projecte audiovisual Song Machine.
El videoclip fou dirigit per Jamie Hewlett, Tim McCourt i Max Taylor, i filmat al llac de Como (Itàlia). Hi apareixen els membres virtuals la banda, i els músics reals Diawara i Damon Albarn.

## Llista de cançons
| Núm.          | Títol                                            | Durada |
| ------------- | ------------------------------------------------ | ------ |
| 1.            | «Machine Bitez #4» (amb 2-D i Murdoc)            | 0:35   |
| 2.            | «Désolé» (amb Fatoumata Diawara)                 | 3:56   |
| 3.            | «Machine Bitez #5» (amb 2-D i Fatoumata Diawara) | 0:45   |
| Durada total: | Durada total:                                    | 5:16   |

## Crèdits
Gorillaz
- Damon Albarn – cantant, instrumentació, director, guitarra, teclats, baix, programació de percussió
- Jamie Hewlett – artwork, disseny de personatges, direcció vídeo
- Remi Kabaka Jr. – percussió

Músics addicionals
- Fatoumata Diawara – cantant
- Voice Messengers – veus addicionals
- James Ford – teclats, percussió, balàfon, bateria, cítara
- Davide Rossi – corda, arranjaments de corda
- Alice Pratley, Ciara Ismail – violí
- Nicola Hicks – viola
- Izzi Dunn – violoncel
- Sébastien Blanchon – trompa
- Adrien Libmann, Andrea Fognini, Davide Lasala, Nora Fedrigo, Samuel Egglenton, Sylvain Mercier – enginyeria
- John Davis – enginyeria masterització
- Stephen Sedgwick – enginyeria, enginyeria mescles